# Mateja Reba
Mateja (Matea Reba), slovenska mladinska pisateljica, * 29. december 1962, Ljubljana, Slovenija.

## Življenje in delo
Osnovno in srednjo šolo je obiskovala v Kamniku. Študirala je novinarstvo na Fakulteti za sociologijo, politične vede in novinarstvo (zdaj Fakulteta za družbene vede v Ljubljani). Leta 1986 je diplomirala iz novinarstva in se zaposlila kot novinarka, od 1992 se ukvarja samo s književnostjo. S pisanjem se je pričela ukvarjati proti koncu študija, po izdaji prve knjige.
Prve pravljice je napisala zase in ni razmišljala, da bi postala pisateljica. Veliko njenih knjig je nastalo po resničnih dogodkih.
Prva knjiga, Zmajček Bim, je izšla leta 1990. Kot urednica je pod psevdonimom Špela Majer pripravila številne knjige: Domače igračke, Kratkočasnik, Kvinte kvante, Bibaugiba, En poljub na vsako stran ... Uredila je tudi zbirko slovenskih pesmi za otroke Daj, daj, srček nazaj. Za otroški in mladinski program Radia Slovenije je napisala več kot sto pravljic. Pogosto je nastopila po šolah, vrtcih in knjižnicah, na kulturnih prireditvah, ali ob zaključkih tekmovanja za bralno značko. Piše tudi za odrasle, in sicer humoreske za Slovenske novice.